# (2003) Harding
(2003) Harding ist ein Asteroid des Hauptgürtels, der am 24. September 1960 vom niederländischen Forscherteam Cornelis Johannes van Houten, Ingrid van Houten-Groeneveld und Tom Gehrels im Rahmen des Palomar-Leiden-Surveys entdeckt wurde.
Benannt ist der Asteroid nach dem deutschen Astronomen Karl Ludwig Harding (1765–1834), der am 1. September 1804 an der Sternwarte Lilienthal den Asteroiden (3) Juno entdeckte.